# José da Penha
José da Penha, municipio del estado del Rio Grande do Norte localizado en la microrregión de Pau dos Ferros. De acuerdo con el censo realizado por el IBGE (Instituto Brasilero de Geografía y Estadística) en el año 2000, su población es de 6.187 habitantes. Área territorial de 117 km².

## Historia
En el año de 1934, en las proximidades del pico de la sierra del bosque, más precisamente en uno de los contornos del arroyo Aroeira tuvo inicio un poblamiento que recibió el nombre de Mata. En 1942, el poblado ya estaba con su núcleo de desarrollo definido, contaba con una feria semanal, tenía una capilla, cementerio y una escuela en funcionamiento. La historia del poblado de Mata está ligada de cierta forma la del periodista y Capitán del Ejército, José da Penha Alves de Souza, un angicano idealista, orador y autor de libros sobre asuntos militares y filosóficos. El día 31 de diciembre de 1958, por la Ley n.º 2.351, el poblado de Bosque, se separó de Luís Gomes y pasó a llamarse José da Penha en una elección realizada por la población local, y se tornó un nuevo municipio de Rio Grande do Norte .